# Igreja de São Miguel (Lisboa)

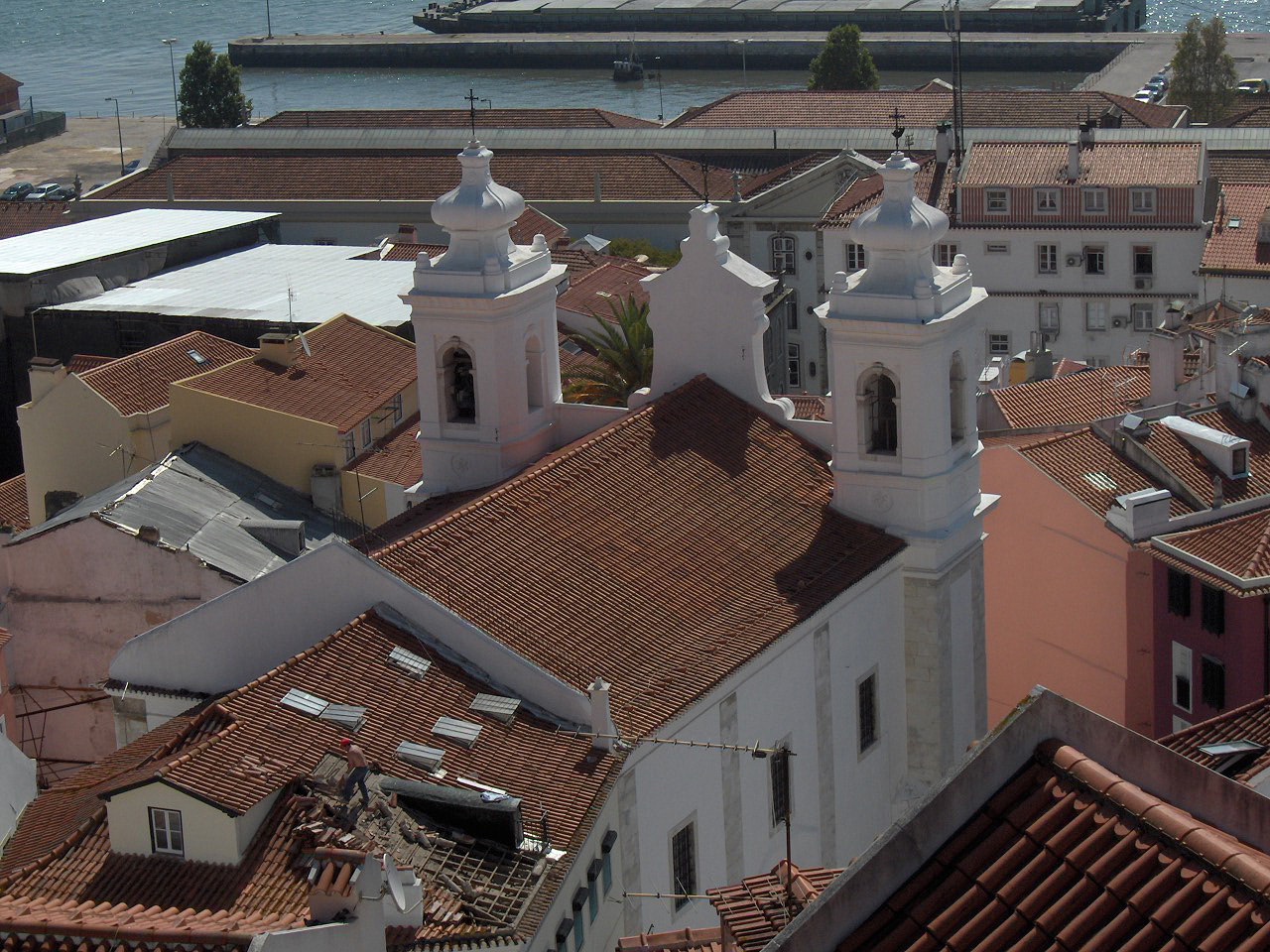
Igreja de São Miguel.

A Igreja de São Miguel encontra-se situada na freguesia de Santa Maria Maior, em Lisboa, Portugal.
O templo original data do início da nacionalidade, tendo sido completamente reedificado entre 1673 e 1720 em estilo maneirista e barroco. A fachada desenvolve-se em altura, com duas torres sineiras. O interior é de nave única, com tecto de madeira e painéis ornamentais.
Foi classificada Imóvel de Interesse Público pelo Decreto 28/82, de 26 de Fevereiro de 1982.